# 다시 문화

다시 문화의 범위

다시 문화(중국어 정체자: 大溪文化, 병음: dàxī wénhuà Daxi culture[*], 기원 전 5000년경-기원 전 3000년경)는 중국의 장강 중류에 있었던 신석기 시대의 문화이다. 

## 개요
주된 분포지는 장강삼협 주변(샤장지구) 및 양후 평원(후베이성에서 후난성에 걸친 평야)에서 표식 유적인 충칭시 우산 현의 구당협에 있는 다시 유적에서 그 이름을 따왔다. 다시 문화는 같이 장강 유역에 있던 청베이시 문화(城背溪文化)로부터 서서히 발전했다고 보이며, 취자링 문화(屈家嶺文化)로 연결되었다.
다시 유적은 1920년대에 미국의 고고학자 넬스·C·넬슨(Nels C. Nelson)가 토기 조각 등을 발견하였고, 1959년 이후 몇 차례에 걸쳐서 대규모 발굴이 이루어져 1970년대 이후 독자적인 신석기 문화로서 《다시 문화》라고 부르게 되었다. 다시 유적을 포함한 다시 문화의 주요 유적은 싼샤 댐 건설로 인한 수몰 등으로 없어졌다.
다시 유적에서는 소성온도의 비교적 낮은 도기인 홍도가 많이 출토되었고, 그 외에도 접시나 원통형의 단지 등도 발견되었다. 또 벼의 재배도 대규모로 이루어져 죽편과 진흙 벽이 있는 가옥이나 환호군락(環濠集落) 등도 발견되었다.
다시 문화는 장강 하류의 델타 지역과 문화 교류가 있던 것을 알 수 있다. 흰 접시 등의 유물은 태호 주변의 마자방 문화의 유적에서도 발견되었다. 반대로 다시 문화의 유적으로부터 발견된 비취 구슬 등의 유물은 마자방 문화의 영향을 받은 가능성이 있다.

## 같이 보기
- 중국의 신석기 문화 목록
- 장강 문명
- 마자방 문화
- 취자링 문화